# Campionati mondiali di nuoto in vasca corta 2010 - 100 metri dorso maschili
Le qualifiche per le semifinali si sono svolte la mattina del 15 dicembre 2010, mentre le semifinali si sono svolte la sera dello stesso giorno. La finale si è svolta la sera del 16 dicembre 2010.

## Medaglie
| Posizione | Atleta                  | Paese   |
| --------- | ----------------------- | ------- |
| Oro       | Stanislav Donets        | Russia  |
| Argento   | Camille Lacourt         | Francia |
| Bronzo    | Aschwin Wildeboer Faber | Spagna  |

## Record
Prima della manifestazione il record del mondo (RM) e il record dei campionati (RC) erano i seguenti:
| Record mondiale       | 48.94 | Nicholas Thoman Stati Uniti | 18 dicembre 2009 Manchester, Regno Unito |
| Record dei campionati | 49.99 | Ryan Lochte Stati Uniti     | 9 aprile 2006 Shanghai, Cina             |

Durante la competizione sono stati migliorati i seguenti record:
| Data             | Evento        | Atleta           | Nazione | Tempo | Record                |
| ---------------- | ------------- | ---------------- | ------- | ----- | --------------------- |
| 15 dicembre 2010 | 2ª semifinale | Stanislav Donets | Russia  | 49.62 | Record dei campionati |
| 16 dicembre 2010 | Finale        | Stanislav Donets | Russia  | 49.07 | Record dei campionati |

## Risultati batterie
| Pos. | Atleta                         | Nazionalità         | Tempo       | Batteria    | Corsia      | Note        |
| ---- | ------------------------------ | ------------------- | ----------- | ----------- | ----------- | ----------- |
| 1    | Stanislav Donets               | Russia              | 50.18       | 10          | 4           |             |
| 2    | Jérémy Stravius                | Francia             | 50.63       | 9           | 5           |             |
| 3    | David Plummer                  | Stati Uniti         | 50.74       | 8           | 6           |             |
| 4    | Nicholas Thoman                | Stati Uniti         | 50.93       | 8           | 2           |             |
| 5    | Aschwin Wildeboer Faber        | Spagna              | 51.03       | 8           | 4           |             |
| 6    | Ryōsuke Irie                   | Giappone            | 51.32       | 9           | 6           |             |
| 7    | Camille Lacourt                | Francia             | 51.34       | 9           | 3           |             |
| 8    | Damiano Lestingi               | Italia              | 51.41       | 10          | 3           |             |
| 9    | John Jake Tapp                 | Canada              | 51.42       | 6           | 6           |             |
| 10   | Arkady Vyatchanin              | Russia              | 51.67       | 9           | 4           |             |
| 11   | Guy Marcos Barnea              | Israele             | 51.70       | 1           | 4           |             |
| 12   | Guilherme Guido                | Brasile             | 51.74       | 8           | 5           |             |
| 13   | Masafumi Yamaguchi             | Giappone            | 51.84       | 9           | 2           |             |
| 14   | Feiyi Cheng                    | Cina                | 52.00       | 10          | 1           |             |
| 15   | Nicolaas Driebergen            | Paesi Bassi         | 52.03       | 8           | 3           |             |
| 16   | Omar Pinzón                    | Colombia            | 52.20       | 9           | 8           |             |
| 17   | Mirco Di Tora                  | Italia              | 52.37       | 10          | 6           |             |
| 18   | Vytautas Janušaitis            | Lituania            | 52.43       | 7           | 6           |             |
| 19   | Radosław Kawęcki               | Polonia             | 52.48       | 10          | 5           |             |
| 20   | Stefan Herbst                  | Germania            | 52.50       | 8           | 7           |             |
| 21   | Benjamin Treffers              | Australia           | 52.53       | 9           | 7           |             |
| 22   | Charles Francis                | Canada              | 52.62       | 7           | 3           |             |
| 22   | Daniel Arnamnart               | Australia           | 52.62       | 10          | 7           |             |
| 24   | Pavel Sankovič                 | Bielorussia         | 52.65       | 10          | 8           |             |
| 25   | Andrejs Duda                   | Lettonia            | 52.93       | 10          | 2           |             |
| 26   | Jonatan Koplev                 | Israele             | 52.98       | 9           | 1           |             |
| 27   | Jianbin He                     | Cina                | 53.20       | 7           | 5           |             |
| 28   | Leonardo De Deus               | Brasile             | 53.37       | 8           | 1           |             |
| 29   | Andres Olvik                   | Estonia             | 53.68       | 7           | 4           |             |
| 30   | Garth Virgil Tune              | Sudafrica           | 53.74       | 6           | 4           |             |
| 31   | Federico Grabich               | Argentina           | 53.83       | 7           | 2           |             |
| 32   | Lavrans Solli                  | Norvegia            | 53.98       | 8           | 8           |             |
| 33   | Kristian Kron                  | Svezia              | 54.16       | 7           | 7           |             |
| 34   | Ping Yuan                      | Taipei cinese       | 54.50       | 6           | 5           |             |
| 35   | Juan David Molina              | Colombia            | 54.67       | 7           | 1           |             |
| 36   | Mattias Carlsson               | Svezia              | 54.75       | 6           | 7           |             |
| 37   | Serghei Golban                 | Moldavia            | 54.85       | 7           | 8           |             |
| 38   | YuAn Lin                       | Taipei cinese       | 54.92       | 5           | 5           |             |
| 39   | Sergey Pankov                  | Uzbekistan          | 55.00       | 5           | 2           |             |
| 40   | Raphael Stacchiotti            | Lussemburgo         | 55.18       | 5           | 8           |             |
| 41   | C. Daniel Hockin Brusquetti    | Paraguay            | 55.29       | 6           | 8           |             |
| 42   | Mohamed Hussein                | Egitto              | 55.38       | 5           | 6           |             |
| 43   | JeanFrançois Schneiders        | Lussemburgo         | 55.43       | 6           | 3           |             |
| 44   | Abdullah Altuwaini             | Kuwait              | 55.71       | 6           | 2           |             |
| 45   | Charles William Walker         | Filippine           | 55.73       | 4           | 4           |             |
| 46   | Alex Hernandez Medina          | Cuba                | 55.77       | 5           | 7           |             |
| 47   | Taki M'rabet                   | Tunisia             | 56.14       | 6           | 1           |             |
| 48   | Mauricio Fiol                  | Perù                | 56.43       | 4           | 3           |             |
| 49   | Nicholas James                 | Zimbabwe            | 56.55       | 3           | 3           |             |
| 50   | Jean Luis Apolinar Gomez Nuñez | Rep. Dominicana     | 56.95       | 4           | 8           |             |
| 51   | Amine Kouame                   | Marocco             | 57.49       | 4           | 5           |             |
| 52   | Kevin Kam Yin Chu              | Hong Kong           | 57.55       | 5           | 4           |             |
| 53   | Shuaib Althuwaini              | Kuwait              | 57.97       | 4           | 6           |             |
| 54   | Antonio Tong                   | Macao               | 58.15       | 5           | 1           |             |
| 55   | Alar Lodi                      | Estonia             | 58.58       | 3           | 2           |             |
| 56   | Al Ghaferi Mohammed            | Emirati Arabi Uniti | 58.63       | 4           | 2           |             |
| 57   | Boris Kirillov                 | Azerbaigian         | 58.77       | 3           | 4           |             |
| 58   | Mark Sammut                    | Malta               | 58.86       | 3           | 6           |             |
| 59   | Pok Man Ngou                   | Macao               | 59.28       | 4           | 7           |             |
| 60   | Alkulaibi Aiman                | Oman                | 59.39       | 2           | 7           |             |
| 61   | Al Kaabi Ali                   | Emirati Arabi Uniti | 59.71       | 3           | 5           |             |
| 62   | Giorgi Mtvralashvili           | Georgia             | 1:00.37     | 4           | 1           |             |
| 63   | Ali Ahmed                      | Brunei              | 1:03.61     | 2           | 4           |             |
| 64   | Nuno Miguel Rola               | Angola              | 1:03.78     | 3           | 1           |             |
| 65   | Dulguun Batsaikhan             | Mongolia            | 1:04.12     | 3           | 8           |             |
| 66   | Saif Alaslam Saeed Alsaadi     | Iraq                | 1:04.25     | 2           | 5           |             |
| 67   | Hamdan Iqbal Bayusuf           | Kenya               | 1:04.32     | 3           | 7           |             |
| 68   | Roman Hramtsov                 | Turkmenistan        | 1:06.39     | 2           | 2           |             |
| 69   | Mohd Bahrin Shah Behrom Shem   | Brunei              | 1:08.44     | 2           | 3           |             |
| 70   | Hilal Hilal                    | Tanzania            | 1:11.23     | 1           | 3           |             |
| 71   | Tano Pierre Claver Atta        | Costa d'Avorio      | 1:13.43     | 2           | 6           |             |
|      | Kouassi Franck Olivier Brou    | Costa d'Avorio      | non partito | non partito | non partito | non partito |
|      | Khachik Plavchyan              | Armenia             | non partito | non partito | non partito | non partito |

## Semifinali
| Pos. | Atleta                  | Nazionalità | Tempo       | Batteria    | Corsia      | Note                  |
| ---- | ----------------------- | ----------- | ----------- | ----------- | ----------- | --------------------- |
| 1    | Stanislav Donets        | Russia      | 49.62       | 2           | 4           | Record dei campionati |
| 2    | Camille Lacourt         | Francia     | 50.53       | 2           | 6           |                       |
| 3    | Nicholas Thoman         | Stati Uniti | 50.69       | 1           | 5           |                       |
| 4    | Jérémy Stravius         | Francia     | 50.75       | 1           | 4           |                       |
| 5    | Guilherme Guido         | Brasile     | 50.83       | 1           | 7           |                       |
| 6    | Aschwin Wildeboer Faber | Spagna      | 50.90       | 2           | 3           |                       |
| 7    | David Plummer           | Stati Uniti | 50.94       | 2           | 5           |                       |
| 8    | Ryōsuke Irie            | Giappone    | 50.98       | 1           | 3           |                       |
| 9    | Damiano Lestingi        | Italia      | 50.99       | 1           | 6           |                       |
| 10   | Arkady Vyatchanin       | Russia      | 51.11       | 1           | 2           |                       |
| 11   | John Jake Tapp          | Canada      | 51.48       | 2           | 2           |                       |
| 12   | Feiyi Cheng             | Cina        | 51.81       | 1           | 1           |                       |
| 13   | Nicolaas Driebergen     | Paesi Bassi | 51.86       | 2           | 8           |                       |
| 14   | Guy Marcos Barnea       | Israele     | 51.92       | 2           | 7           |                       |
| 15   | Masafumi Yamaguchi      | Giappone    | 52.13       | 2           | 1           |                       |
|      | Omar Pinzón             | Colombia    | non partito | non partito | non partito | non partito           |

## Finale
| Pos. | Atleta                  | Nazionalità | Tempo | Corsia | Note                  |
| ---- | ----------------------- | ----------- | ----- | ------ | --------------------- |
|      | Stanislav Donets        | Russia      | 49.07 | 4      | Record dei campionati |
|      | Camille Lacourt         | Francia     | 49.80 | 5      |                       |
|      | Aschwin Wildeboer Faber | Spagna      | 50.04 | 7      |                       |
| 4    | Nicholas Thoman         | Stati Uniti | 50.38 | 3      |                       |
| 5    | Ryōsuke Irie            | Giappone    | 50.55 | 8      |                       |
| 6    | David Plummer           | Stati Uniti | 50.59 | 1      |                       |
| 7    | Jérémy Stravius         | Francia     | 50.79 | 6      |                       |
| 8    | Guilherme Guido         | Brasile     | 50.91 | 2      |                       |